# Заступник міністра
Заступник міністра — це посада, яку займають політики чи посадові особи в певних країнах, які керуються за парламентською системою. Заступник міністра знаходиться певним чином «під керівництвом» міністра, який є повноправним членом Кабінету міністрів, відповідає за певний постійний політичний портфель і, як правило, наглядає за відповідним департаментом державної служби. Залежно від юрисдикції, «заступник міністра» може бути міністром Кабінету міністрів, який регулярно виконує функції старшого міністра кабінету (рідко, за винятком «заступника прем'єр-міністра»), молодший міністр, призначений допомагати міністру кабінету, обраний член правлячої партії чи коаліції, призначений допомагати певному міністру кабінету «із задніх лав» (тобто не є частиною кабінету міністрів, уряду чи міністерства), або необраний керівник департаменту державної служби, який отримує політичне керівництво від міністра Кабінету міністрів.

## В Україні
В Україні посада заступник міністра належить до категорії «А» — вищий корпус державної служби.